# La valle degli spiriti
La valle degli spiriti (The Valley of Ghosts) è un romanzo dello scrittore inglese Edgar Wallace pubblicato la prima volta nel 1922.

## Trama
Andrew è in vacanza con la sua canna da pesca e alcuni libri, quando viene incaricato di arrestare Scotti. Entra nell'ufficio postale per telefonare e fare rapporto su Scotti, quando il suo sguardo incontra una ragazza, una bella ragazza. Anche la ragazza ha notato Andrew, e mentre chiede informazioni su di lui all'impiegato postale, Andrew cerca di sentire cosa, la ragazza e l'impiegato, si dicono. L'impiegato riferisce a Stella che il signore che sta telefonando è un investigatore.
Dopo aver sentito queste parole Stella ha un mancamento fin troppo visibile, si riprende immediatamente ed esce con passo svelto dall'ufficio postale. Andrew chiude la telefonata e chiede all'impiegato chi sia quella signorina e dove abiti. In questo modo viene a sapere che vive in un quartiere di Beverley dal nome di Beverley Green. Andrew Macleod incuriosito da questo quartiere, prende la sua auto e va a vedere di cosa si tratti. Il quartiere è composto da alcune abitazioni di grande pregio, un campo da golf e siepi un po' dappertutto, tutte ben curate e tenute, un vero quartiere di lusso.
Mentre Andrew Macleod chiede informazioni sul quartiere al signor Merrivan ecco apparire Scotti. Andrew lo riconosce e gli si avvicina, anche Scotti riconosce Andrew e gli si arrende senza difficoltà. Andrew, mentre espleta tutte le pratiche del caso, si rivolge a Boyd Salter, giudice locale, per poter portare in prigione Scotti. Il giudice nonostante Beverley Green sia un bel quartiere ha delle riserve sui suoi abitanti, nessuno escluso. Mentre conversano amabilmente, su questioni di nessuna importanza, il giudice gli nomina un vero "demone" che vive a Londra, in signor Abraham Selim.
Andrew conduce il suo prigioniero alla stazione per portarlo via e poterlo imprigionare, e li incontra Stella che è appena rientrata con il treno da Londra dove è stata nell'ufficio di Selim. Lei capisce immediatamente che il motivo per cui Andrew, che lei crede un investigatore, era in paese, non era per loro, ma per Scotti. Stella rientra a casa e scopre che suo padre, in un momento di rabbia, dovuto all'alcol, ha licenziato, per l'ennesima volta, tutta la servitù.
Quella sera Arthur Wilmot, che conosce le finanze disastrate della signorina Stella, si offre di risolvergliele ed in cambio chiede, di unirsi in matrimonio con lei. Lei rifiuta, con garbo ma anche con decisione, l'offerta "disinteressata" di matrimonio. Dopo cena sale in camera sua e mentre si sta spogliando vede in strada Andrew, il cuore gli batte all'impazzata. Andrew ha saputo da Scotti che Beverley Green è un quartiere misterioso e i suoi abitanti lo sono di più. Scotti non riesce a spiegare a Andrew il motivo di quella sensazione, ma Andrew si deve fidare del suo fiuto, visto anche la sua "professione". Scotti consiglia a Andrew, dopo averlo portato in prigione, di tornare in quel quartiere per alcuni giorni a vedere con i propri occhi.
Il tarlo del sospetto si è già insinuato in Andrew Macleod, che dovendo tornare indietro a recuperare la sua auto, decide di fermarsi per alcuni giorni in paese e a tale scopo prende in affitto una camera nella foresteria del quartiere. La mattina seguente Stella riceve la visita di Darius Merrivan; anche lui, come suo nipote la sera precedente, si offre di risolvere le finanze disastrate della signorina Stella, ed anche lui, in cambio chiede di unirsi in matrimonio con lei. Stella anche in questo caso rifiuta l'offerta "disinteressata" di matrimonio.
Due giorni trascorsi inutilmente a Beverley Green, ma poi una svolta. Una sera Andy, dopo esser stato a cena dal signor Merrivan, che confessa di aver acquistato una villa sul lago di Garda, mentre sta rientrando nella foresteria, riesce a calmare la furia del signor Kenneth Leonard Nelson che, ubriaco, ha appena licenziato, nuovamente, tutta la servitù. In questo modo Andy riesce ad entrare in amicizia con la bella figlia di Nelson, Stella. Passa un'altra settimana senza che succeda niente di rilevante, ma una notte Andy viene svegliato e gli viene comunicato che Darius Merrivan è stato trovato morto, ucciso da un colpo di arma da fuoco.
Andy si precipita a casa di Darius Merrivan e mentre sta indagando scopre una lettera minatoria firmata A. S., scopre un altro cadavere in giardino, è quello di Sweenny. Mentre ispeziona l'appartamento dentro e fuori scopre una serie di indizi che incriminano la signorina Stella. Si sono fatte le sei di mattina e Andy si dirige a casa di Stella e gli confessa, mentre gli mostra cosa ha trovato a casa di Merrivan, che la ama alla follia. Gli dice anche che Merrivan è morto. Stella conferma che è stata a casa di Merrivan, per recuperare alcune carte importanti, ma non lo ha ucciso lei.
Andy crede a quello che Stella Nelson gli dice, e non l'arresta, anzi gli crea un alibi per l'ora del delitto. Nel frattempo Scotti Quattrocchi è stato rilasciato, visto che, nonostante avesse scassinato una cassaforte, (è questo il crimine per cui Andrew Macleod lo aveva, diversi giorni prima, arrestato) ha alcune testimoni (falsi) che lo scagionano. Scotti si presenta da Andy e si propone di dargli una mano per risolvere questo intricato caso di duplice omicidio. Gli racconta che avvengono a Beverley Green dei fatti misteriosi e strani durante alcune notti e non sono storie di tradimenti, visto che, a parere di Scotti, nessuna donna, oltre Stella, è anche solamente carina.
Viene deciso che Scotti venga ospitato a casa dei Nelson e così potrà dare un ulteriore aiuto a Andy per dipanare questa intricata matassa. Nel frattempo l'amicizia ed il rispetto reciproco tra Andy e Stella aumentano, e al ritorno da una passeggiata i due innamorati si baciano. Comunque le indagini proseguono e grazie ad un colpo di fortuna viene rinvenuto, nella tenuta di Boyd Salter, dal suo domestico Madding, un portasigarette d'oro del signor Arthur Wilmot. Dentro il portasigarette vengono rinvenute due sigarette fradicie ed un pezzo di carta con su scritto l'indirizzo di Sweeny. Andrew Macleod riconsegna al legittimo proprietario il portasigarette e viene invitato dal signor Arthur a entrare nella sua casa. In quell'occasione Andy da il permesso al signor Arthur di entrare in casa dello zio Darius Merrivan che è stato assassinato.
Arthur Wilmot si dirige verso la casa dello zio e, dopo aver conversato con la guardia che piantona l'appartamento del defunto Darius Merrivan, entra in casa. Si dirige con passo svelto e sicuro nella camera da letto dello zio, e li apre un vano segreto e prende alcune carte in esso contenute. Richiude il vano segreto e uscendo confessa alla guardia che è sempre un po' sconvolto per l'assassinio del suo povero zio. Tra le carte trafugate individua un certificato di matrimonio tra due persone, Hilda Masters e John Severn, a lui completamente sconosciute. Trova anche molto denaro in contante e alcune cambiali del signor Kenneth Leonard Nelson in favore di Abraham Selim e con firma, come garante, del signor Darius Merrivan che sono, però, false.
Arthur sicuro di aver in pugno la signorina Stella si dirige verso il suo appartamento e gli confessa che ha delle cambiali dove suo padre ha contraffatto la firma di suo zio. Minaccia di mandare in galera Leonard Nelson se Stella non accetterà di sposarlo. Stella rifiuta e Arthur decide di andarsene, anche se dice a Stella "se non mi sposi tuo padre andrà in galera". Esce di casa e Scotti riesce a prendere le cambiali incriminate e davanti a Stella le brucia nel camino.
Downer arriva in città, come giornalista è molto in gamba, il migliore in assoluto. Downer e Andy si conoscono molto bene e si rispettano. Viene aperta un'inchiesta per il duplice omicidio e viene condannato il signor Abraham Selim, anche se nessuno ne conosce l'identità, nessuno lo ha mai visto. Le indagini proseguono ed esce il primo articolo di Downer, dove si intuisce ha un'ottima fonte di informazioni riservate. Andy intuisce che la fonte delle informazioni di Downer è Arthur Wilmot e, conversando con Stella, viene a sapere anche del ricatto che Arthur ha tentato di fare nei suoi confronti.
Andy si dirige a casa di Arthur e lo trova in compagnia di Downer, si scambiano delle accuse e mentre sono tutti e tre che discutono una mano misteriosa spegne la luce. Una voce roca e sinistra dice di essere Abraham Selim e di non avere scrupoli ad uccidere nessuno dei tre, sia esso poliziotto, giornalista o ladro. Un attimo dopo sparisce con il certificato di matrimonio che Arthur Wilmot aveva trovato a casa di suo zio. Scotti ha un alibi di ferro per l'ora del furto. Quella sera stessa, a casa di Boyd Salter vengono esplosi dei colpi di pistola. Un ladro si è introdotto a casa del giudice, ma poi si è dato alla fuga. Il giudice gli ha sparato alcuni colpi di pistola e lo ha ferito, a giudicare dalle macchie di sangue rinvenute nel viale.
Andy, alle 02:30 è sempre sveglio e dalla finestra della camera che ha in affitto, vede accendersi le luci nella camera di Stella Nelson. Chissà perché Stella è sempre sveglia, e dopo un'ora le luci si spengono. Quella stessa mattina Scotti si presenta da Andy e gli comunica che torna in città, è stanco delle varie voci che circolano su di lui. Durante il sopralluogo nella casa del giudice vengono ritrovati, nel caminetto, dei brandelli minuscoli di carte bruciate. Andy si dirige a casa di Stella e li scopre che lei è sparita e scopre anche che si è ferita visto alcune bende macchiate di quello che sembra essere del sangue.
Succedono molti altri avvenimenti, tra cui Downer che, in modo fortunoso, rintraccia Stella Nelson. Si scopre il lavoro che fa Arthur Wilmot e riappare nella storia anche Scotti con una signora molto ricca. Andy decide di tornare a Beverley Green e di riprendere le indagini sull'omicidio di Darius Merrivan. Johnston, portiere della foresteria, confida a Andy che quello non è un luogo ridente, ma una valle degli spiriti, visto che è già alcune sere che il fantasma di Darius Merrivan gira di notte per i prati e anche nella sua casa. Tutti i vari indizi e avvenimenti vengono spiegati attraverso una confessione e poi attraverso un appostamento viene svelata l'identità del fantasma e di Abraham Selim.

## Personaggi
- Andrew Macleod detto Andy: anatomo-patologo presso la centrale di polizia della città
- Allison John Wicker detto Scotti "Quattrocchi": ladro di professione
- Kenneth Leonard Nelson: famoso pittore
- Stella Nelson: figlia di Kenneth Leonard
- Darius Merrivan: ricco uomo
- Arthur Wilmot: nipote di Merrivan ed unico suo erede
- Boyd Salter: giudice locale
- Madding: guardiacaccia della tenuta del giudice Boyd Salter
- Abraham Selim detto Abe: uomo misterioso, presta denaro su pegno
- Dane: ispettore della locale polizia
- Sweeny: impiegato di Abraham Selim e ex domestico di Darius Merrivan
- Downer: giornalista del "Megaphone"

## Edizioni
- Edgar Wallace, La valle degli spiriti, traduzione di Grazia Griffini, collana I Classici del Giallo, n.574, Arnoldo Mondadori Editore, 1989,  pp. 220, cap. 32.
- Edgar Wallace, La valle degli spiriti, traduzione di Luciano Rocchetti, collana I Mammut, Newton, 1995,  p. 113, ISBN 88-7983-912-8.